# Pardasena verna
Pardasena verna är en fjärilsart som beskrevs av George Francis Hampson 1902. Pardasena verna ingår i släktet Pardasena och familjen trågspinnare. Inga underarter finns listade i Catalogue of Life.